# Деказ, Эли
Эли Луи Деказ (фр. Élie Louis Decazes; 28 сентября 1780, Сен-Мартен-де-Лай — 24 октября 1860, Деказвиль) — герцог де Глюксберг, французский политик и государственный деятель, глава кабинета министров с 19 ноября 1819 по 20 февраля 1820 года.

## Биография
Сын Мишеля, графа Деказа (1747—1832), заместителя президиала Либурна, и Катрин де Триган де Бомон (1750—1834), брат виконта Жозефа-Леонарда Деказа.
Эли Деказ начал свою деятельность адвокатом, затем был советником парижской апелляционной палаты.
Приверженностью к интересам голландского короля Людовика Бонапарте Деказ навлёк на себя нерасположение Наполеона I.
В 1814 году примкнул к Бурбонам и был выслан из Парижа в эпоху Ста дней.
После битвы при Ватерлоо Деказ назначен префектом полиции в Париже, а затем и министром общей полиции.
Снискав расположение французского короля Людовика XVIII, Деказ внушил ему осторожную политику колебаний между партиями (политику «коромысла»).
Точным соблюдением конституционной хартии Деказ старался объединить всю Францию вокруг трона. Под его влиянием была распущена в 1816 году ультрареакционная палата (Chambre introuvable) и проведён в новой палате закон о выборах 5 февраля 1817 года, давший перевес буржуазии.
После удаления от дел герцога Армана дю Плесси Ришельё Эли Деказ в звании министра внутренних дел вдохновлял министерство генерала Дессолля.
Обессилив враждебную ему верхнюю палату назначением в неё более шестидесяти новых пэров, Деказ, в 1819 году, законом о печати заручился сочувствием либералов.
Желание Людовика XVIII изменить избирательные законы 1817 года заставило кабинет Ж.-Ж. Дессолля выйти в отставку, а уступчивый Деказ сделался официальным главой нового кабинета министров.
Убийство Шарля-Фердинанда, герцога Беррийского, навлекло на Деказа яростные нападки ультрароялистов, и Людовик XVIII вынужден был согласиться на его увольнение, даровав ему титул герцога Деказ и назначив послом Франции в Великобритании.
Когда образовалось министерство Ж.-Б. Виллеля, Деказ отказался от сана посла и боролся в верхней палате против ультрароялистской партии.
В старости Деказ занимался промышленными предприятиями, например основал железоделательный завод в Деказвиле.
Через жену в 1818 году Деказ получил от датского короля Фредерика VI земли и титул герцога Глюксберга (во Франции титул был признан в 1822 году).
С 1838 года и до кончины в 1860 году был великим командором Верховного совета Франции.
Эли Деказ скончался 24 октября 1860 года в Деказвиле.

## Семья
1-я жена (1.08.1805): Элизабет Фортюне Мюрер (ок. 1785—1806), дочь графа Оноре Мюрера (1750—1837) и Луиз Элизабет Мишель дю Буше (ок. 1765—)
2-я жена (11.08.1818): Эжеди Вильгельмин де Бополь де Сент-Олер (1802—1873), дочь Луи-Клера де Бополя, графа де Сент-Олера (1778—1854), и Генриетты де Сеглиер де Бельфорьер, дамы де Суайекур (1774—1802)
Дети:
- Луи Шарль Эли Аманье Деказ (1819—1886), герцог де Глюксберг. Жена: Северин Розали Вильгельмин Анн Констанс де Лёвенталь (1845—1911), дочь Жана Батиста де Лёвенталя (1804—1891) и Октавии Вылежинской (1822—1907)
- Фредерик Ксавье Станислас Деказ де Глюксберг (1823—1887)
- Генриетт Вильгельмин Эжени Деказ де Глюксберг (1824—1899). Муж (19.04.1845): барон Полен Леопольд Жак Альфонс Лефевр (1811—1886)